# Рид, Перри
Перри Рид (англ. Perri Reid), урожденная Перри Маккиссак (англ. Perri McKissack), известна под своим бывшим сценическим именем Pebbles, а также Sister Perri (род. 29 августа 1964, Окленд, Калифорния) — американская певица, автор песен и продюсер.

## Биография
Перри Рид начала свою карьеру в качестве бэк-вокалистки у Билла Саммерса и фанк-группы Con Funk Shun. Она также была соавтором одного из последних синглов группы, «Body Lovers».
В конце 1980-х — начале 1990-х годов Рид записала несколько собственных синглов, в том числе «Girlfriend» и «Mercedes Boy», а также приняла участие в качестве бэк-вокалистки в записи альбома Полы Абдул Forever Your Girl (1988).
В 1991 году в Атланте Перри Рид создала женское хип-хоп и ритм-н-блюзовое трио TLC, а в 1993 году основала собственный лейбл Savvy Records.
В 1995 году Рид вернулась к сольной карьере, выпустив свой третий альбом Straight from My Heart. В 2000 году она выпустила сборник из 14 композиций Greatest Hits.
После финансового скандала Перри Рид покинула группу TLC и стала христианским служителем под именем Sister Perri. В 2008 году, после 13-летнего перерыва, Рид выпустила свой четвёртый и дебютный госпел-альбом, Prophetic Flows Vol I & II, который достиг #12 в Billboard Gospel Album Chart.

### Личная жизнь
В 1989—1996 годах Перри Рид была замужем за музыкальным продюсером Эл Эй Ридом. У них есть сын Аарон Рейд.
В 2000 году Перри Рид вышла замуж за бывшего бейсболиста Отиса Никсона.

## Дискография

### Студийные альбомы
| 1987                                                                                 | Pebbles                         | 14  | 5  | —  | 43 | —  | 56 | 56 | - США: Платиновый | MCA         |
| 1990                                                                                 | Always                          | 37  | 12 | —  | 68 | —  | —  | —  | - США: Золотой    | MCA         |
| 1995                                                                                 | Straight from My Heart          | 146 | 43 | —  | —  | 83 | —  | —  |                   | MCA         |
| 2008                                                                                 | Prophetic Flows Vol. I & II [A] | —   | —  | 12 | —  | —  | —  | —  |                   | Angel Child |
| «—» означает, что альбом отсутствовал в чарте или не был выпущен на этой территории. |                                 |     |    |    |    |    |    |    |                   |             |

- A Как Sister Perri.

### Сборники
- Greatest Hits (2000, Hip-O)

### Синглы
| Год                                                                                 | Сингл                                      | Чарты | Чарты  | Чарты  | Чарты  | Чарты | Чарты | Чарты | Чарты | Чарты | Чарты | Чарты | Чарты | Чарты | Альбом                      |
| Год                                                                                 | Сингл                                      | US    | US R&B | US Dan | US A/C | AUS   | BEL   | CAN   | GER   | IRE   | NLD   | NZ    | SWI   | UK    | Альбом                      |
| ----------------------------------------------------------------------------------- | ------------------------------------------ | ----- | ------ | ------ | ------ | ----- | ----- | ----- | ----- | ----- | ----- | ----- | ----- | ----- | --------------------------- |
| 1987                                                                                | «Girlfriend»                               | 5     | 1      | 24     | —      | 86    | 23    | 17    | 14    | 9     | 23    | 22    | 13    | 8     | Pebbles                     |
| 1988                                                                                | «Mercedes Boy»                             | 2     | 1      | 2      | —      | —     | —     | 14    | —     | —     | 39    | 50    | —     | 42    | Pebbles                     |
| 1988                                                                                | «Take Your Time»                           | —     | 3      | —      | —      | —     | —     | —     | —     | —     | —     | —     | —     | —     | Pebbles                     |
| 1988                                                                                | «Do Me Right»                              | —     | 67     | —      | —      | —     | —     | —     | —     | —     | —     | —     | —     | —     | Pebbles                     |
| 1990                                                                                | «Giving You the Benefit»                   | 4     | 1      | 10     | —      | 48    | —     | 32    | —     | —     | 32    | 26    | —     | 73    | Always                      |
| 1990                                                                                | «Love Makes Things Happen» (with Babyface) | 13    | 1      | —      | 24     | —     | —     | 91    | —     | —     | —     | —     | —     | —     | Always                      |
| 1991                                                                                | «Backyard» (with Salt-n-Pepa)              | 73    | 4      | —      | —      | —     | —     | —     | —     | —     | —     | —     | —     | —     | Always                      |
| 1991                                                                                | «Always»                                   | —     | 13     | —      | —      | —     | —     | —     | —     | —     | —     | —     | —     | —     | Always                      |
| 1995                                                                                | «Are You Ready?»                           | —     | 38     | —      | —      | —     | —     | —     | —     | —     | —     | —     | —     | —     | Straight from My Heart      |
| 2008                                                                                | «Let Freedom Reign» [B]                    | —     | —      | —      | —      | —     | —     | —     | —     | —     | —     | —     | —     | —     | Prophetic Flows Vol. I & II |
| 2008                                                                                | «Healing Waters» [B]                       | —     | —      | —      | —      | —     | —     | —     | —     | —     | —     | —     | —     | —     | —                           |
| «—» означает, что сингл отсутствовал в чарте или не был выпущен на этой территории. |                                            |       |        |        |        |       |       |       |       |       |       |       |       |       |                             |

- B Как Sister Perri.